# Skryje
Skryje (deutsch Skree) ist eine Gemeinde in Tschechien. Sie liegt zehn Kilometer nordwestlich von Tišnov und gehört zum Okres Brno-venkov.

## Geographie
Skryje befindet sich in der Sýkořská pahorkatina, einer Untereinheit der Nedvědická vrchovina in der Böhmisch-Mährischen Höhe. Die Streusiedlung liegt beiderseits der Bobrůvka an zwei Flussschleifen. Südlich befinden sich auf einem Sporn über dem Tal die Reste der Burg Rysov. Gegen Westen liegen die wüsten Burgen Košíkov und Víckov. Nordöstlich erhebt sich die Horka (503 m), südöstlich der Jilmový kopec (486 m), im Westen der Košíkov (460 m) sowie nordwestlich die Chochola (509 m).
Nachbarorte sind Litava im Norden, Pernštejnské Jestřabí im Nordosten, Jilmoví im Osten, Boudy und Vrbka im Südosten, Řikonín im Süden, Tišnovská Nová Ves und Žďárec im Südwesten, Šafránkův Mlýn und Havlov im Westen sowie Kopaniny und Drahonín im Nordwesten.

## Geschichte
Die erste schriftliche Erwähnung des Ortes stammt aus dem Jahre 1358. Besitzer des Dorfes war zu dieser Zeit Beneš von Skryje. Er war der einzige, der das Prädikat von Skryje verwendet hatte. Ab 1368 gehörte Skryje zusammen mit der Burg Rysov den Vladiken von Drahany. Weitere Besitzer waren in der Mitte des 15. Jahrhunderts die Herren von Pernstein. 1593 erwarb das Kloster Porta Coeli die Güter. 1782 wurde das Kloster im Zuge der Josephinischen Reformen durch Kaiser Joseph II. aufgehoben. Nachfolgend wurde das Dorf der weltlichen Herrschaft Porta Coeli untertänig. Das älteste Ortssiegel mit der Beschriftung Skrei stammt aus dem Jahre 1785.
Nach der Aufhebung der Patrimonialherrschaften bildete Skrej ab 1850 eine Gemeinde im Brünner Bezirk und Gerichtsbezirk Tischnowitz. Seit 1896 gehörte die Gemeinde unter dem Namen Skreje zum neu gebildeten Bezirk Tischnowitz. Seit 1925 führt der Ort den Namen Skryje. 1938 errichtete das Unternehmen Fuchs & Střelec bei Skryje eine Fabrik für Wohntextilien, um die eine Werkssiedlung entstand. Anteilseigner des später unter aka firmierenden Unternehmens waren zunächst Bohuslav Fuchs und seine Frau Drahomíra sowie der Maler František Kaláb. Nach der Auflösung des Okres Tišnov kam Horní Loučky mit Beginn des Jahres 1961 zum Okres Žďár nad Sázavou und wurde zugleich nach Horní Loučky eingemeindet. 1990 löste sich Skryje wieder los und bildete eine eigene Gemeinde. Seit Beginn des Jahres 2005 gehört die Gemeinde Skryje zum Okres Brno-venkov. Von den 37 Häusern des Dorfes dienen heute nur noch 20 dauerhaft zu Wohnzwecken. Größtes Unternehmen im Dorf ist die seit 1992 bestehende Arka Skryje a.s., die nach eigener Aussage zu den fünf bedeutendsten Herstellen von Wohntextilien des Landes gehört. Gegen Pläne zum Bau einer Talsperre an der Loučka engagiert sich eine Bürgerinitiative.

## Gemeindegliederung
Die Gemeinde Skryje besteht aus den Ortsteilen Boudy und Skryje (Skree) sowie der Ortslage Podskalí.

## Sehenswürdigkeiten
- Kapelle des hl. Cyrill und Method, errichtet 1928 auf dem Plateau des Burgstalls
- Burgstall Skryje, in einer Flussschleife der Loučka, aus dem 14. Jahrhundert
- Reste der Burg Rysov, sie entstand wahrscheinlich am Übergang vom 13. zum 14. Jahrhundert. Burgherren waren ab 1368 die Vladiken von Drahany, ab 1437 die Herren von Pernstein und danach die Vojna von Litava. In der zweiten Hälfte des 15. Jahrhunderts erlosch die Burg.
- Reste der Burg Košíkov, um 1360 als Sitz der Vladiken von Košíkov errichtet. 1427 eroberte Johann von Pernstein die Burg. In der zweiten Hälfte des 15. Jahrhunderts besaß Vojna von Litava Košíkov. Beim Verkauf des Besitzes an das Kloster Porta Coeli 1593 wurde die Burg als wüst aufgeführt.
- Reste der Burg Víckov aus dem 13. Jahrhundert. Sie war Stammsitz des Geschlechts von Víckov. 1419 kaufte Hašek Ostrožský von Waldstein die Burgherrschaft Víckov. 1425 wurde die Burg während der Hussitenkriege zerstört.